# Utomkvedshavandeskap
Utomkvedshavandeskap, även känt som ektopisk graviditet eller extrauterin graviditet, är en graviditetskomplikation där embryot får fäste utanför livmodern. Symptomen är klassisk buksmärta och blödningar. Färre än 50 % har dock bägge dessa symptom. Smärtan kan beskrivas som skarp, trubbig eller krampaktig. Smärtan kan även sprida sig till axeln om blödning ut i buken har skett. Allvarlig blödning kan resultera i en snabb hjärtrytm, svimning eller chock med tillhörande cirkulatorisk svikt. Fostret överlever i princip aldrig.
Riskfaktorer för ektopisk graviditet är bäckeninflammation, som ofta är orsakad av klamydiainfektion; rökning; och assisterad befruktning. De som tidigare har haft en ektopisk graviditet löper mycket högre risk att drabbas igen. De flesta ektopiska graviditeter (90 %) sker i äggledaren, vilket kallas tubal graviditet. Implantation kan också uppstå på livmoderhalsen, äggstockarna, eller i buken. Upptäckt av ektopisk graviditet sker vanligtvis via blodprover för humant koriongonadotropin (hCG) och ultraljud. Det kan krävas multipla test. Ultraljud fungerar bäst när det görs inifrån slidan. Ett antal andra tillstånd med liknande symptom är: missfall, ovarialtorsion, och akut blindtarmsinflammation.
Utomkvedshavandeskap kan förebyggas genom att minska antalet riskfaktorer, till exempel klamydiainfektion, genom screening och behandling. Vissa fall kan klaras upp utan behandling, men kunskapsläget bakom när detta gällde var oklart vid en undersökning år 2014. Användning av läkemedlet metotrexat fungerar lika bra som kirurgi i vissa fall. Särskilt har det god effekt när nivåerna av beta-HCG är låga och storleken av ektopin är liten. I de fall äggledarna brister, det finns fetala hjärtslag eller vid rubbade vitalparametrar rekommenderas typiskt sett kirurgi. Kirurgin kan ske laparoskopiskt (titthålskirurgi) eller genom ett större snitt, då känt som laparotomi. Behandlingsutfallet är i allmänhet gott.
Förekomsten av utomkvedshavandeskap är kring 1 till 2 procent av dem med normal befruktning i de utvecklade länderna, men kan vara så pass hög som 4 procent bland dem som gör assisterad befruktning. Utomkvedshavandeskap utgör den vanligaste orsaken till mödradödlighet under graviditetens första trimester, och cirka 10 % av alla graviditetsrelaterade dödsfall. I den utvecklade världen har utfallet förbättrats, medan prognosen fortfarande är dålig i utvecklingsländer. Risken att dö ligger i den utvecklade världen på mellan 0,1 och 0,3 procent medan det i utvecklingsländer är det mellan en och tre procent. Den första kända beskrivningen av utomkvedshavandeskap gjordes av Albucasis på 1100-talet.